# Kleine science fiction omnibus 1
Kleine science fiction omnibus 1 is een sciencefictionverhalenbundel uit 1976 uitgegeven door A.W. Bruna Uitgevers. De bundel werd samengesteld door Aart C. Prins en werd een eerste maal uitgegeven als Kleine science fiction omnibus in 1969 in de Zwarte Beertjes-reeks.

## Korte verhalen
| Schrijver         | Titel                           | Originele titel           | Jaar |
| Clifford D. Simak | Fata morgana                    | Mirage                    | 1950 |
| Fredric Brown     | Arena                           | Arena                     | 1944 |
| Poul Anderson     | Sam Hall                        | Sam Hall                  | 1953 |
| Fredric Brown     | Wie de waarheid weet, wordt gek | Come and Go Mad           | 1949 |
| Theodore Sturgeon | Killdozer                       | Killdozer                 | 1944 |
| Fredric Brown     | Een sprankje groen              | Something Green           | 1951 |
| Clifford D. Simak | Bruggehoofd                     | Beachhead                 | 1951 |
| Lester del Rey    | Want ik ben een naijverig god   | For I am a Jealous People | 1954 |